# Cantilies
Les Cantilies sont un festival de chant choral pour enfants et adolescents de 8 à 16 ans organisé depuis 1978 tous les trois ans par l'association À Cœur Joie, globalement sur le même principe que les Choralies mais dans des villes différentes. La dernière édition (juillet 2011) avait lieu à La Bourboule. Il s'agit du plus grand rassemblement d’enfants choristes en France, soutenu notamment par le ministère de la Culture et de la Communication et le ministère de l’Éducation Nationale, de la Jeunesse et de la Vie associative.
Des ateliers réunissent les jeunes choristes, débutants ou expérimentés. Des chefs de chœurs professionnels travaillent pendant dix jours avec les jeunes afin d'offrir un concert de clôture en public.
Les Cantilies permettent de découvrir et réaliser une activité musicale d’ensemble par le chant choral et à l’aide d’autres activités musicales ou instrumentales.